# Hoplosmia scutellaris
Hoplosmia scutellaris là một loài Hymenoptera trong họ Megachilidae. Loài này được Morawitz mô tả khoa học năm 1868.